# Черкаська Марія Львівна
Черкаська Марія Львівна (* 28 грудня 1948, Київ) — радянська і українська художниця-мультиплікатор.

## Біографічні відомості
Закінчила Київський художній інститут (1975). Працювала на «Київнаукфільмі».
У 1992—1996 рр. — член Спілки кінематографістів України.
Емігрувала.

## Фільмографія
- «Як чоловіки жінок провчили» (1976, асистент у співавт.)
- «Лисичка з качалкою» (1977, асистент)
- «Перша зима» (1978, аніматор)
- «Пригоди капітана Врунгеля» (1977—1979, художник)
- «Як несли стіл» (1979, художник-постановник)
- «Золота липа» (1980, художник-постановник)
- «Жили-були матрьошки» (1981, художник-постановник)
- «Три Івани» (1982, художник-постановник)
- «Ладоньки, ладоньки» (1985, художник-постановник)
- «Чудасія» (1987, художник-постановник)
- «Дострибни до хмаринки» (1988)
- «Бій» (1988, художник-постановник)
- «Ерік» (1989, художник-постановник)
- «Крокодил» (1991, художник-постановник)
- «Круглячок» (1992)
- «Ми — чоловіки» (1992, у співавт.) та ін.